# Luigi Trombetta
Luigi Trombetta, italijanski rimskokatoliški duhovnik in kardinal, * 3. februar 1820, Città Lavinia, † 17. januar 1900.

## Življenjepis
24. decembra 1896 je postal uradnik v Rimski kuriji.
18. junija 1899 je bil povzdignjen v kardinala in imenovan za kardinal-diakona S. Eustachio.